# Deutscher Evangelischer Kirchentag 2001

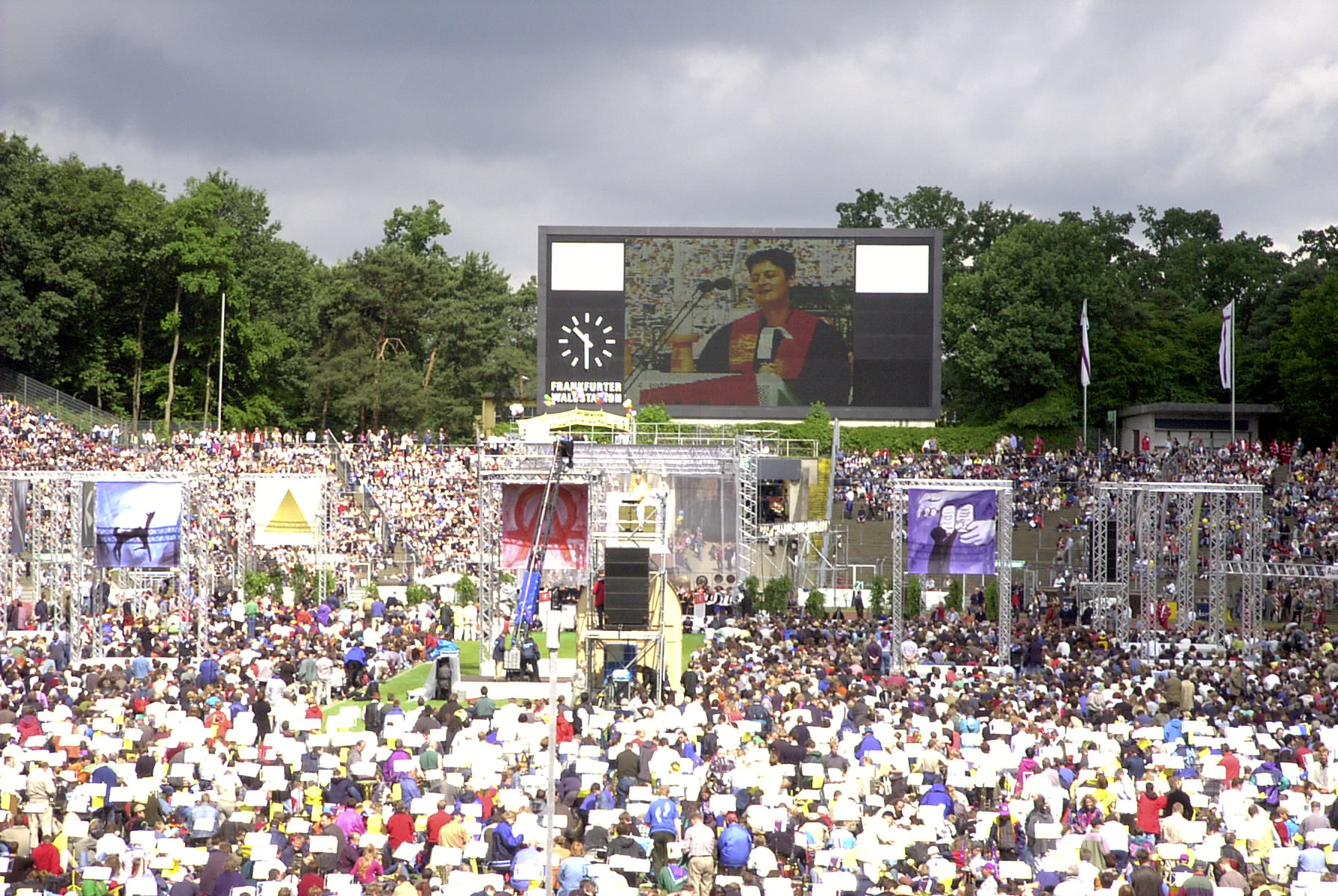
Deutscher Evangelischer Kirchentag 2001 in Frankfurt am Main, Deutschland. Abschlussveranstaltung am 17. Juni 2001.

Der 29. Deutsche Evangelische Kirchentag 2001 fand vom 13. bis 17. Juni 2001 in Frankfurt am Main statt. Er stand unter der Losung „Du stellst meine Füße auf weiten Raum“ (Ps 31,9 ). Gastgebende Landeskirche war die Evangelische Kirche in Hessen und Nassau (EKHN). Kirchentagspräsident war Martin Dolde.

## Einladung
Zum vierten Mal nach 1956, 1975 und 1987 fand der Kirchentag in Frankfurt am Main statt. Die Veranstaltungen waren drei Themenbereichen zugeordnet: In Vielfalt glauben, In Würde leben und In Freiheit bestehen. Die Einladung von Kirchenpräsident Peter Steinacker und Pröpstin Helga Trösken hatte eine deutliche ökumenische Ausrichtung.
Bereits im Vorfeld gab es einen Konflikt über die Organisation des Feierabendmahles. Eine Projektgruppe des Kirchentages hatte eine Liturgie vorgeschlagen, in der die traditionellen Einsetzungsworte „Dies ist mein Leib!“ und „Dieser Kelch ist der Neue Bund in meinem Blut“ durch „Mein Leben für euch“ und „Schmeckt und seht, was stärkt und zum Leben befreit“ ersetzt wurden. Im theologischen Kommentar hieß es dazu: „Wir lassen die Vorstellung, Fleisch zu essen und Blut zu trinken, endgültig hinter uns“. Der Limburger Bischof Franz Kamphaus hatte daraufhin klargestellt, dass Katholiken nicht am Feierabendmahl teilnehmen dürften. Im Blick auf den für 2003 geplanten ersten Ökumenischen Kirchentag in Berlin und die Hoffnungen, dass bis dahin eine Abendmahlsgemeinschaft zwischen evangelischen und katholischen Christen möglich werde, hatten sich das Kirchentagspräsidium und die Kirchenleitung der EKHN schließlich der Kritik an dem Liturgieentwurf angeschlossen und für die Verwendung der überlieferten neutestamentlichen Einsetzungsworte plädiert.

## Verlauf
Der Kirchentag begann mit den Eröffnungsgottesdiensten am Mittwoch, den 13. Juni 2001. Außer der zentralen Feier am Römerberg gab es Gottesdienste in 51 Kirchen der Stadt. Anschließend lud die gastgebende EKHN zum Abend der Begegnung in der Frankfurter Innenstadt ein. An den über 2500 Veranstaltungen des Kirchentages auf dem Frankfurter Messegelände und an zahlreichen anderen Orten im Stadtgebiet nahmen 92.947 Dauergäste und 31.166 Mitwirkende teil. Etwa ein Viertel der Teilnehmer waren Katholiken. Zum Abschlussgottesdienst im Waldstadion kamen etwa 70.000 Besucher.
Einen inhaltlichen Schwerpunkt bildete die Debatte über die Gentechnik, an der sich auch zahlreiche Wissenschaftler und Politiker beteiligten. Die meisten Teilnehmer bekräftigten ihre Vorbehalte an die Forschung mit menschlichen Embryonen.
Konservative Kirchenkreise kritisierten das breite Spektrum an Veranstaltungen und die offenen Diskussionen und warfen dem Kirchentag „Beliebigkeit“ vor. Hartmut Steeb kritisierte: „Der Kirchentag stellt einen solchen weiten Pluralismus dar, dass keine Botschaft mehr von ihm ausgeht“.